# Tabbouleh
Il tabbouleh o tabulè (in arabo تبولة‎?; anche taboleh o tab(b)uli) è una pietanza araba del Vicino Oriente, appartenente alla cucina levantina. Consiste in un'insalata a base di prezzemolo, con bulgur, cipollotti e menta tritati fini e con pomodoro e cetrioli a tocchettini, il tutto condito con succo di limone e olio di oliva. Durante il pasto è normalmente servito all'inizio nell'ambito delle Meze. Alcune  varianti usano la semola di grano.

## Etimologia
Il termine tabbūle deriva dall'arabo levantino. Il significato di questa parola in questa lingua è quello di "leggermente speziato".

## Varianti regionali
Originario delle montagne della Siria e del Libano, il tabbouleh è diventato l'insalata più diffusa nella cucina mediorientale.
Nel mondo arabo ed in particolare in Siria è normalmente servito fra le Meze e guarnito con della lattuga.
La variante libanese utilizza più prezzemolo che bulgur, mentre nelle varianti siriana e palestinese questo secondo elemento è presente in quantità predominante.
Esiste una variante nella cucina turca di questo piatto, conosciuta come kısır, mentre un analogo piatto nella cucina armena è noto come itch. A Cipro, dove il piatto è stato introdotto dai libanesi, è noto come tambouli.
In Libano, la coltivazione della varietà di grano salamouni, essenzialmente nella regione di Hawran, nei monti e nella valle della Beqa' e Baalbek, era considerata nel XIX secolo come la migliore per realizzare il bulgur per la preparazione del tabbouleh.

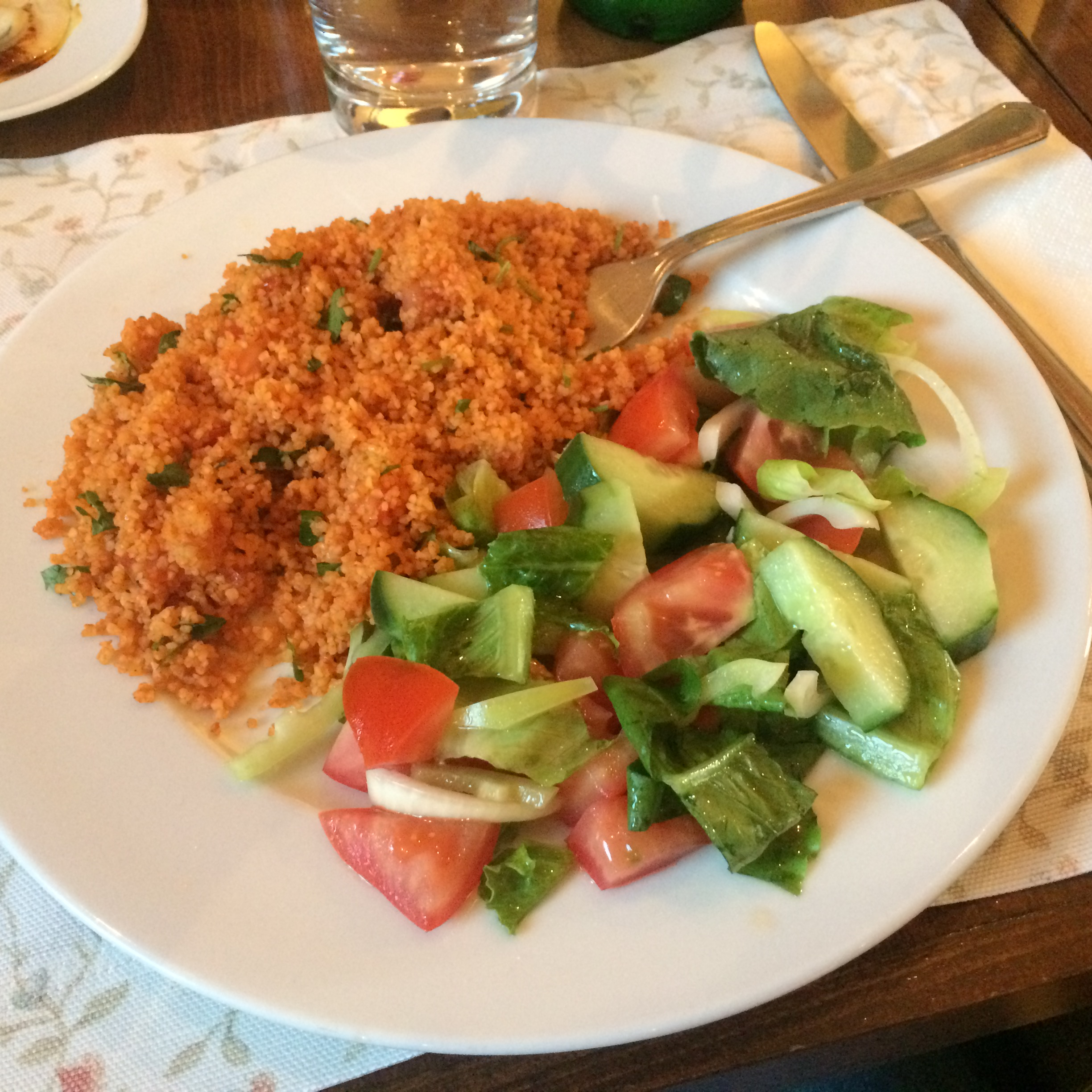
Itch armeno.
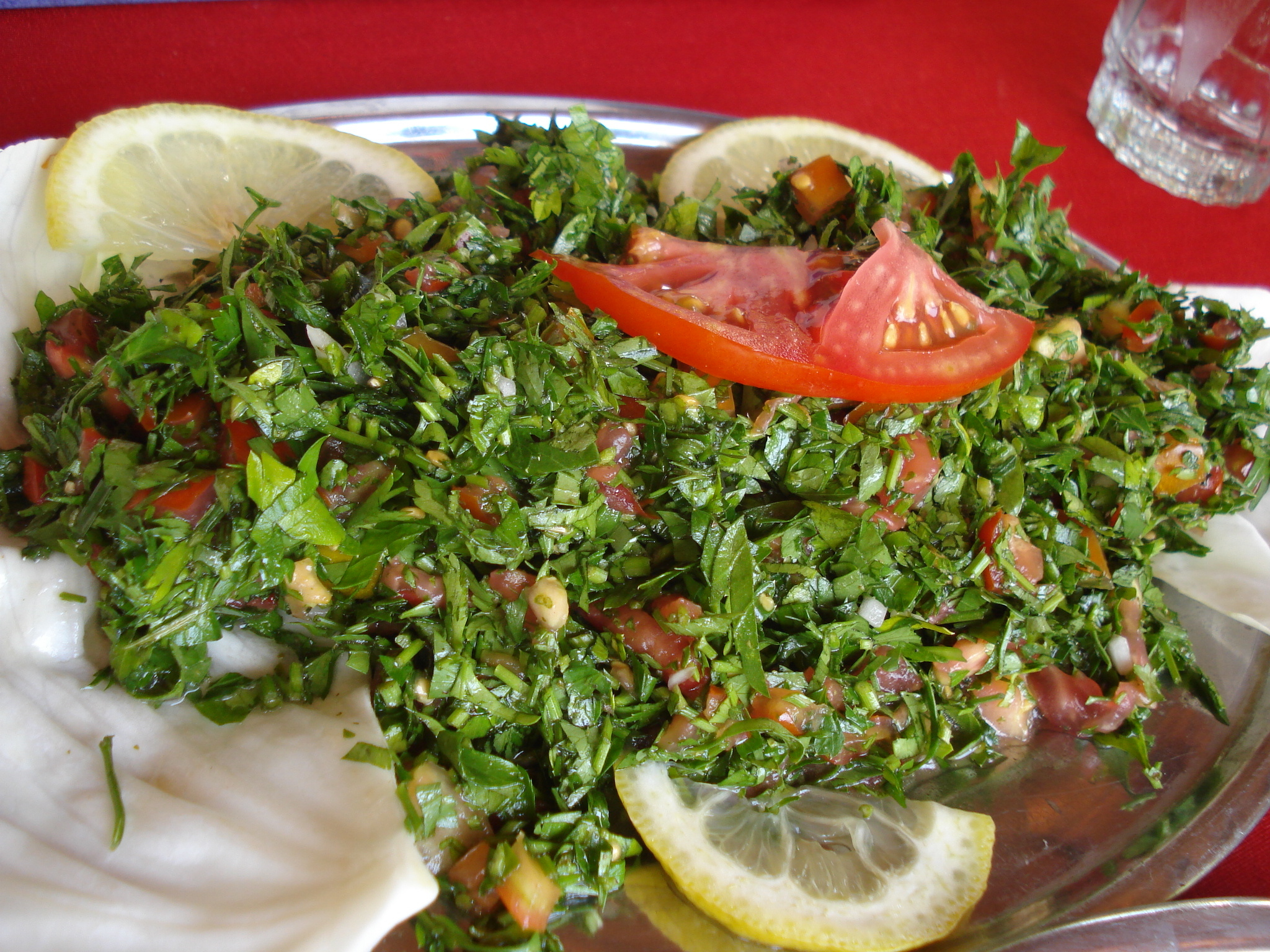
Tabbouleh libanese.